# Vadim Derbenjov
Vadim Derbenjov (russisk: Вади́м Кла́вдиевич Дербенёв) (født 18. juni 1934 i Jaroslavl i Sovjetunionen, død 25. oktober 2016 i Moskva i Rusland) var en sovjetisk filminstruktør og manuskriptforfatter.

## Filmografi
- Tajna Tjornykh drozdov (Тайна «Чёрных дроздов», 1983)[1][2]
- Zmejelov (Змеелов, 1985)